# Formula 1 – sezona 1960.
| FIA Svjetsko automobilističko prvenstvo 1960. | FIA Svjetsko automobilističko prvenstvo 1960. |
|                                               | Prvak                                         |
| --------------------------------------------- | --------------------------------------------- |
| Vozač                                         | Jack Brabham (Cooper-Climax)                  |
| Konstruktor                                   | Cooper-Climax                                 |
| Prethodna sezona                              | Sljedeća sezona                               |
| 1959.                                         | 1961.                                         |

Formula 1 – sezona 1960. bila je 11. sezona u prvenstvu Formule 1.

## Sažetak sezone
Australac Jack Brabham osvojio je svoj drugi naslov u Formuli 1, pobijedivši na pet uzastopnih utrka (Zandvoort, Spa-Francorshamps, Reims, Silverstone, Boavista). Cooper-Climax je drugu godinu za redom osvojio konstruktorski naslov, ispred Lotus-Climaxa i Ferrarija. Brabhamov momčadski kolega Bruce McLaren pobijedio je na prvoj utrci na Velikoj nagradi Argentine.
Momčad Rob Walker Racing Team koristila je na prvoj utrci Cooperov T51 bolid, da bi se nakon nakon toga ostatak sezone prebacila na Lotusov 18 bolid. Upravo je Britanac Stirling Moss na Velikoj nagradi Monaka donio prvu konstruktorsku pobjedu Lotusu. Moss je još pobijedio na 
posljednjoj utrci na Riversideu na Velikoj nagradi SAD-a, nakon što je tri utrke izbivao s natjecanja. Razlog tome bila je teška ozljeda na Velikoj nagradi Belgije. Na toj utrci Moss je izletio i teško razbio bolid u desnom zavoju Burnenville nakon što mu je pukao stražnji desni ovjes. Na istoj stazi, Mike Taylor imao je kvar na upravljačkom mehanizmu i zabio se u drveće pokraj staze bluzu zavoja Stavelot. Taylor je preživio, ali mu je ta nesreća zapečatila karijeru. Prava katastrofa dogodila se u utrci, kada su u razmaku od samo pet krugova, poginuli Chris Bristow i Alan Stacey.
Ferrari nije imao dobru sezonu. Njihov bolid Dino 246 s motorom smještenim ispred vozača, zaostajao je za bolidima koji su imali motor smješten iza vozača. Jedinu pobjedu ostvario je Amerikanac Phil Hill na Monzi na Velikoj nagradi Italije. Organizatori na Monzi odlučili su da će se utrka održati na ovalnom dijelu staze. Britanske momčadi Cooper, Lotus i BRM procijenili su da je ovalna staza opasna za njihove bolide s motorom smještenim iza vozača, te su bojkotirali utrku. Utrka u Monzi posljednja je utrka u Formuli 1 u kojoj je pobijedio bolid s motorom smještenim ispred vozača, a bila je to i posljednja utrka do VN Monaka 1994. gdje na gridu nije bilo aktualnih svjetskih prvaka. Enzo Ferrari je odlučio da neće putovati na daleki put u SAD na posljednju utrku sezone, nego će se koncentrirati na konstruiranje bolida za sljedeću sezonu. Tako Ferrarija nije bilo na utrci na Riversideu, a njegovi vozači su u privatnom angažmanu vozili Cooperove bolide.
Amerikanac Harry Schell poginuo je na testiranju na Sliverstoneu. Utrka 500 milja Indianapolisa pripala je Jimu Rathmannu. Na toj utrci dva gledatelja su poginula, a još 82 ih je bilo ozlijeđeno kada se srušila ručno izrađena dodatna tribina za gledatelje visoka nešto više od devet metara. Bilo je ovo posljednji put da se utrka Indianapolis 500 bodovala za svjetsko prvenstvo Formule 1.
Ovo je bila prva sezona u Formuli 1 za buduće svjetske prvake, Engleza Johna Surtessa i Škota Jima Clarka.

## Vozači i konstruktori
Popis ne uključuje američke vozače koji su se natjecali na 500 milja Indianapolisa.
| Konstruktor        | Momčad / Sudionik                               | Šasija                              | Motor                   | Gume | Vozač                     | Utrke           |
| ------------------ | ----------------------------------------------- | ----------------------------------- | ----------------------- | ---- | ------------------------- | --------------- |
| Cooper-Climax      | Cooper Car Company                              | Cooper T51 Cooper T53               | Climax FPF 2.5 L4       | D    | Jack Brabham              | 1–2, 4–8, 10    |
| Cooper-Climax      | Cooper Car Company                              | Cooper T51 Cooper T53               | Climax FPF 2.5 L4       | D    | Bruce McLaren             | 1–2, 4–8, 10    |
| Cooper-Climax      | Cooper Car Company                              | Cooper T51 Cooper T53               | Climax FPF 2.5 L4       | D    | Chuck Daigh               | 7               |
| Cooper-Climax      | Cooper Car Company                              | Cooper T51 Cooper T53               | Climax FPF 2.5 L4       | D    | Ron Flockhart             | 10              |
| Cooper-Climax      | Ecurie Bleue                                    | Cooper T51                          | Climax FPF 2.2 L4       | D    | Harry Schell              | 1               |
| Cooper-Climax      | Yeoman Credit Racing Team                       | Cooper T51                          | Climax FPF 2.5 L4       | D    | Chris Bristow             | 2, 4–5          |
| Cooper-Climax      | Yeoman Credit Racing Team                       | Cooper T51                          | Climax FPF 2.5 L4       | D    | Tony Brooks               | 2, 4–5, 7–8, 10 |
| Cooper-Climax      | Yeoman Credit Racing Team                       | Cooper T51                          | Climax FPF 2.5 L4       | D    | Henry Taylor              | 4, 6–8, 10      |
| Cooper-Climax      | Yeoman Credit Racing Team                       | Cooper T51                          | Climax FPF 2.5 L4       | D    | Olivier Gendebien         | 5–8, 10         |
| Cooper-Climax      | Yeoman Credit Racing Team                       | Cooper T51                          | Climax FPF 2.5 L4       | D    | Bruce Halford             | 6               |
| Cooper-Climax      | Yeoman Credit Racing Team                       | Cooper T51                          | Climax FPF 2.5 L4       | D    | Phil Hill                 | 10              |
| Cooper-Climax      | R.R.C. Walker Racing Team                       | Cooper T51                          | Climax FPF 2.5 L4       | D    | Stirling Moss             | 1               |
| Cooper-Climax      | R.R.C. Walker Racing Team                       | Cooper T51                          | Climax FPF 2.5 L4       | D    | Maurice Trintignant       | 1               |
| Cooper-Climax      | R.R.C. Walker Racing Team                       | Cooper T51                          | Climax FPF 2.5 L4       | D    | Lance Reventlow           | 7               |
| Cooper-Climax      | Fred Tuck Cars                                  | Cooper T51                          | Climax FPF 2.5 L4       | D    | Bruce Halford             | 2               |
| Cooper-Climax      | Fred Tuck Cars                                  | Cooper T51                          | Climax FPF 2.5 L4       | D    | Lucien Bianchi            | 6–7             |
| Cooper-Climax      | High Efficiency Motors C.T. Atkins              | Cooper T51                          | Climax FPF 2.5 L4       | D    | Roy Salvadori             | 2, 10           |
| Cooper-Climax      | High Efficiency Motors C.T. Atkins              | Cooper T51                          | Climax FPF 2.5 L4       | D    | Jack Fairman              | 7               |
| Cooper-Climax      | Ecurie Maarsbergen                              | Cooper T51                          | Climax FPF 2.5 L4       | D    | Carel Godin de Beaufort   | 4               |
| Cooper-Climax      | Equipe Nationale Belge                          | Cooper T45                          | Climax FPF 2.5 L4       | D    | Lucien Bianchi            | 5               |
| Cooper-Climax      | Arthur Owen                                     | Cooper T45                          | Climax FPF 2.2 L4       | D    | Arthur Owen               | 9               |
| Cooper-Climax      | Wolfgang Seidel                                 | Cooper T45                          | Climax FPF 1.5 L4       | D    | Wolfgang Seidel           | 9               |
| Cooper-Climax      | Scuderia Colonia                                | Cooper T43                          | Climax FPF 1.5 L4       | D    | Piero Drogo               | 9               |
| Cooper-Climax      | Equipe Prideaux / Dick Gibson                   | Cooper T43                          | Climax FPF 1.5 L4       | D    | Vic Wilson                | 9               |
| Ferrari            | Scuderia Ferrari                                | Ferrari 246 F1                      | Ferrari 155 2.4 V6      | D    | Cliff Allison             | 1–2             |
| Ferrari            | Scuderia Ferrari                                | Ferrari 246 F1                      | Ferrari 155 2.4 V6      | D    | Phil Hill                 | 1–2, 4–9        |
| Ferrari            | Scuderia Ferrari                                | Ferrari 246 F1                      | Ferrari 155 2.4 V6      | D    | Wolfgang von Trips        | 1–2, 4–9        |
| Ferrari            | Scuderia Ferrari                                | Ferrari 246 F1                      | Ferrari 155 2.4 V6      | D    | José Froilán González     | 1               |
| Ferrari            | Scuderia Ferrari                                | Ferrari 246 F1                      | Ferrari 155 2.4 V6      | D    | Richie Ginther            | 4, 9            |
| Ferrari            | Scuderia Ferrari                                | Ferrari 246 F1                      | Ferrari 155 2.4 V6      | D    | Willy Mairesse            | 5–6, 9          |
| Ferrari            | Scuderia Ferrari                                | Ferrari 246P                        | Ferrari 171 2.4 V6      | D    | Richie Ginther            | 2               |
| BRM                | Owen Racing Organisation                        | BRM P25 BRM P48                     | BRM P25 2.5 L4          | D    | Jo Bonnier                | 1–2, 4–8, 10    |
| BRM                | Owen Racing Organisation                        | BRM P25 BRM P48                     | BRM P25 2.5 L4          | D    | Graham Hill               | 1–2, 4–8, 10    |
| BRM                | Owen Racing Organisation                        | BRM P25 BRM P48                     | BRM P25 2.5 L4          | D    | Dan Gurney                | 2, 4–8, 10      |
| Lotus-Climax       | Team Lotus                                      | Lotus 18 Lotus 16                   | Climax FPF 2.5 L4       | D    | Innes Ireland             | 1–2, 4–8, 10    |
| Lotus-Climax       | Team Lotus                                      | Lotus 18 Lotus 16                   | Climax FPF 2.5 L4       | D    | Alan Stacey               | 1–2, 4–5        |
| Lotus-Climax       | Team Lotus                                      | Lotus 18 Lotus 16                   | Climax FPF 2.5 L4       | D    | Alberto Rodriguez Larreta | 1               |
| Lotus-Climax       | Team Lotus                                      | Lotus 18 Lotus 16                   | Climax FPF 2.5 L4       | D    | John Surtees              | 2, 7–8, 10      |
| Lotus-Climax       | Team Lotus                                      | Lotus 18 Lotus 16                   | Climax FPF 2.5 L4       | D    | Jim Clark                 | 4–8, 10         |
| Lotus-Climax       | Team Lotus                                      | Lotus 18 Lotus 16                   | Climax FPF 2.5 L4       | D    | Ron Flockhart             | 6               |
| Lotus-Climax       | R.R.C. Walker Racing Team                       | Lotus 18                            | Climax FPF 2.5 L4       | D    | Stirling Moss             | 2, 4–5, 8, 10   |
| Lotus-Climax       | Taylor-Crawley Racing Team                      | Lotus 18                            | Climax FPF 2.5 L4       | D    | Mike Taylor               | 5               |
| Lotus-Climax       | Robert Bodle Ltd                                | Lotus 16                            | Climax FPF 2.5 L4       | D    | David Piper               | 6–7             |
| Lotus-Climax       | Jim Hall                                        | Lotus 18                            | Climax FPF 2.5 L4       | D    | Jim Hall                  | 10              |
| Cooper-Maserati    | Scuderia Centro Sud                             | Cooper T51                          | Maserati 250S 2.5 L4    | D    | Roberto Bonomi            | 1               |
| Cooper-Maserati    | Scuderia Centro Sud                             | Cooper T51                          | Maserati 250S 2.5 L4    | D    | Carlos Menditeguy         | 1               |
| Cooper-Maserati    | Scuderia Centro Sud                             | Cooper T51                          | Maserati 250S 2.5 L4    | D    | Masten Gregory            | 2, 4, 6–8       |
| Cooper-Maserati    | Scuderia Centro Sud                             | Cooper T51                          | Maserati 250S 2.5 L4    | D    | Ian Burgess               | 2, 6–7, 10      |
| Cooper-Maserati    | Scuderia Centro Sud                             | Cooper T51                          | Maserati 250S 2.5 L4    | D    | Maurice Trintignant       | 2, 4, 6, 10     |
| Cooper-Maserati    | Scuderia Centro Sud                             | Cooper T51                          | Maserati 250S 2.5 L4    | D    | Mário de Araújo Cabral    | 8               |
| Cooper-Maserati    | Scuderia Centro Sud                             | Cooper T51                          | Maserati 250S 2.5 L4    | D    | Alfonso Thiele            | 9               |
| Cooper-Maserati    | Scuderia Centro Sud                             | Cooper T51                          | Maserati 250S 2.5 L4    | D    | Wolfgang von Trips        | 10              |
| Cooper-Maserati    | Gilby Engineering                               | Cooper T45                          | Maserati 250S 2.5 L4    | D    | Keith Greene              | 7               |
| Behra-Porsche      | Camoradi International                          | Behra Porsche RSK                   | Porsche 547/6 1.5 F4    | D    | Masten Gregory            | 1               |
| Behra-Porsche      | Camoradi International                          | Behra Porsche RSK                   | Porsche 547/6 1.5 F4    | D    | Fred Gamble               | 9               |
| Maserati           | Giorgio Scarlatti                               | Maserati 250F                       | Maserati 250F1 2.5 L6   | D    | Giorgio Scarlatti         | 1               |
| Maserati           | Nasif Estéfano                                  | Maserati 250F                       | Maserati 250F1 2.5 L6   | D    | Nasif Estéfano            | 1               |
| Maserati           | Antonio Creus                                   | Maserati 250F                       | Maserati 250F1 2.5 L6   | D    | Antonio Creus             | 1               |
| Maserati           | Gino Munaron                                    | Maserati 250F                       | Maserati 250F1 2.5 L6   | D    | Gino Munaron              | 1               |
| Maserati           | Ettore Chimeri                                  | Maserati 250F                       | Maserati 250F1 2.5 L6   | D    | Ettore Chimeri            | 1               |
| Maserati           | H.H. Gould                                      | Maserati 250F                       | Maserati 250F1 2.5 L6   | D    | Horace Gould              | 9               |
| Maserati           | Joe Lubin                                       | Maserati 250F                       | Maserati 250S 2.5 L4    | D    | Bob Drake                 | 10              |
| JBW-Maserati       | J.B. Naylor                                     | JBW 59                              | Maserati 250S 2.5 L4    | D    | Brian Naylor              | 2, 7, 9–10      |
| Cooper-Castellotti | Scuderia Eugenio Castellotti                    | Cooper T51                          | Castellotti 2.5 L4      | D    | Gino Munaron              | 2, 6–7, 9       |
| Cooper-Castellotti | Scuderia Eugenio Castellotti                    | Cooper T51                          | Castellotti 2.5 L4      | D    | Giorgio Scarlatti         | 2, 9            |
| Cooper-Castellotti | Scuderia Eugenio Castellotti                    | Cooper T51                          | Castellotti 2.5 L4      | D    | Giulio Cabianca           | 9               |
| Scarab             | Reventlow Automobiles Inc.                      | Scarab F1                           | Scarab 2.5 L4           | D    | Chuck Daigh               | 2, 4–6, 10      |
| Scarab             | Reventlow Automobiles Inc.                      | Scarab F1                           | Scarab 2.5 L4           | D    | Lance Reventlow           | 2, 4–5          |
| Scarab             | Reventlow Automobiles Inc.                      | Scarab F1                           | Scarab 2.5 L4           | D    | Richie Ginther            | 6               |
| Aston Martin       | David Brown Corporation                         | Aston Martin DBR4 Aston Martin DBR5 | Aston Martin RB6 2.5 L6 | D    | Roy Salvadori             | 4, 7            |
| Aston Martin       | David Brown Corporation                         | Aston Martin DBR4 Aston Martin DBR5 | Aston Martin RB6 2.5 L6 | D    | Maurice Trintignant       | 7               |
| Vanwall            | Vandervell Products                             | Vanwall VW11                        | Vanwall 254 2.5 L4      | D    | Tony Brooks               | 6               |
| Porsche            | Dr Ing F. Porsche KG Porsche System Engineering | Porsche 718/2                       | Porsche 547/3 1.5 F4    | D    | Edgar Barth               | 9               |
| Porsche            | Dr Ing F. Porsche KG Porsche System Engineering | Porsche 718/2                       | Porsche 547/3 1.5 F4    | D    | Hans Herrmann             | 9               |
| Cooper-Ferrari     | Fred Armbruster                                 | Cooper T45                          | Ferrari 107 2.5 L4      | D    | Pete Lovely               | 10              |

## Kalendar
| Rd | Datum        | Velika nagrada   | Staza             | Prvo startno mjesto | Pobjednik vozač | Pobjednik konstruktor |
| -- | ------------ | ---------------- | ----------------- | ------------------- | --------------- | --------------------- |
| 1  | 7. veljače   | Argentina        | Buenos Aires      | Stirling Moss       | Bruce McLaren   | Cooper-Climax         |
| 2  | 29. svibnja  | Monako           | Monaco            | Stirling Moss       | Stirling Moss   | Lotus-Climax          |
| 3  | 30. svibnja  | Indianapolis 500 | Indianapolis      | Eddie Sachs         | Jim Rathmann    | Watson-Offenhauser    |
| 4  | 6. lipnja    | Nizozemska       | Zandvoort         | Stirling Moss       | Jack Brabham    | Cooper-Climax         |
| 5  | 19. lipnja   | Belgija          | Spa-Francorchamps | Jack Brabham        | Jack Brabham    | Cooper-Climax         |
| 6  | 3. srpnja    | Francuska        | Reims             | Jack Brabham        | Jack Brabham    | Cooper-Climax         |
| 7  | 16. srpnja   | Velika Britanija | Silverstone       | Jack Brabham        | Jack Brabham    | Cooper-Climax         |
| 8  | 14. kolovoza | Portugal         | Boavista          | John Surtees        | Jack Brabham    | Cooper-Climax         |
| 9  | 4. rujna     | Italija          | Monza             | Phil Hill           | Phil Hill       | Ferrari               |
| 10 | 20. studenog | SAD              | Riverside         | Stirling Moss       | Stirling Moss   | Lotus-Climax          |

## Sistem bodovanja
| Mjesto | Bodovi |
| ------ | ------ |
| 1.     | 8      |
| 2.     | 6      |
| 3.     | 4      |
| 4.     | 3      |
| 5.     | 2      |
| 6.     | 1      |

- Samo 6 najboljih rezultata u 10 utrka računali su se za prvenstvo vozača.
- Samo 6 najboljih rezultata u 10 utrka računali su se za prvenstvo konstruktora.
- Ako je više bolida jednog konstruktora završilo utrku u bodovima, samo najbolje plasirani bolid osvajao je konstruktorske bodove.
- Američki konstruktori na utrci 500 milja Indianapolisa nisu mogli osvojiti bodove.

## Rezultati utrka
| Poz. | Br. | Vozač              | Konstruktor     | Vrijeme           | Grid | Bodovi |
| ---- | --- | ------------------ | --------------- | ----------------- | ---- | ------ |
| 1.   | 16  | Bruce McLaren      | Cooper-Climax   | 2 h 17 min 49,5 s | 13.  | 8      |
| 2.   | 24  | Cliff Allison      | Ferrari         | + 26,3 s          | 7.   | 6      |
| 4.   | 6   | Carlos Menditeguy  | Cooper-Maserati | + 53,3 s          | 12.  | 3      |
| 5.   | 30  | Wolfgang von Trips | Ferrari         | + 1 krug          | 5.   | 2      |
| 6.   | 20  | Innes Ireland      | Lotus-Climax    | + 1 krug          | 2.   | 1      |

| Poz. | Br. | Vozač          | Konstruktor   | Vrijeme           | Grid | Bodovi |
| ---- | --- | -------------- | ------------- | ----------------- | ---- | ------ |
| 1.   | 28  | Stirling Moss  | Lotus-Climax  | 2 h 53 min 45,5 s | 1.   | 8      |
| 2.   | 10  | Bruce McLaren  | Cooper-Climax | + 52,1 s          | 11.  | 6      |
| 3.   | 36  | Phil Hill      | Ferrari       | + 1 min 1,9 s     | 10.  | 4      |
| 4.   | 6   | Tony Brooks    | Cooper-Climax | + 1 krug          | 3.   | 3      |
| 5.   | 2   | Jo Bonnier     | BRM           | + 17 krugova      | 5.   | 2      |
| 6.   | 34  | Richie Ginther | Ferrari       | + 30 krugova      | 9.   | 1      |

| Poz. | Br. | Vozač          | Konstruktor          | Vrijeme            | Grid | Bodovi |
| ---- | --- | -------------- | -------------------- | ------------------ | ---- | ------ |
| 1.   | 4   | Jim Rathmann   | Watson-Offenhauser   | 3 h 36 min 11,36 s | 2.   | 8      |
| 2.   | 1   | Rodger Ward    | Watson-Offenhauser   | + 12,75 s          | 3.   | 6      |
| 3.   | 99  | Paul Goldsmith | Epperly-Offenhauser  | + 3 min 7,30 s     | 26.  | 4      |
| 4.   | 7   | Don Branson    | Philips-Offenhauser  | + 3 min 7,98 s     | 8.   | 3      |
| 5.   | 3   | Johnny Thomson | Lesovsky-Offenhauser | + 3 min 11,35 s    | 17.  | 2      |
| 6.   | 22  | Eddie Johnson  | Trevis-Offenhauser   | + 4 min 10,61 s    | 7.   | 1      |

| Poz. | Br. | Vozač              | Konstruktor   | Vrijeme          | Grid | Bodovi |
| ---- | --- | ------------------ | ------------- | ---------------- | ---- | ------ |
| 1.   | 11  | Jack Brabham       | Cooper-Climax | 2 h 1 min 47,2 s | 2.   | 8      |
| 2.   | 4   | Innes Ireland      | Lotus-Climax  | + 24,0 s         | 3.   | 6      |
| 3.   | 16  | Graham Hill        | BRM           | + 56,6 s         | 5.   | 4      |
| 4.   | 7   | Stirling Moss      | Lotus-Climax  | + 57,7 s         | 1.   | 3      |
| 5.   | 2   | Wolfgang von Trips | Ferrari       | + 1 krug         | 15.  | 2      |
| 6.   | 3   | Richie Ginther     | Ferrari       | + 1 krug         | 12.  | 1      |

| Poz. | Br. | Vozač             | Konstruktor   | Vrijeme           | Grid | Bodovi |
| ---- | --- | ----------------- | ------------- | ----------------- | ---- | ------ |
| 1.   | 2   | Jack Brabham      | Cooper-Climax | 2 h 21 min 37,3 s | 1.   | 8      |
| 2.   | 4   | Bruce McLaren     | Cooper-Climax | + 1 min 3,3 s     | 13.  | 6      |
| 3.   | 34  | Olivier Gendebien | Cooper-Climax | + 1 krug          | 4.   | 4      |
| 4.   | 24  | Phil Hill         | Ferrari       | + 1 krug          | 3.   | 3      |
| 5.   | 18  | Jim Clark         | Lotus-Climax  | + 2 kruga         | 9.   | 2      |
| 6.   | 32  | Lucien Bianchi    | Cooper-Climax | + 8 krugova       | 14.  | 1      |

| Poz. | Br. | Vozač             | Konstruktor   | Vrijeme           | Grid | Bodovi |
| ---- | --- | ----------------- | ------------- | ----------------- | ---- | ------ |
| 1.   | 16  | Jack Brabham      | Cooper-Climax | 1 h 57 min 24,9 s | 1.   | 8      |
| 2.   | 44  | Olivier Gendebien | Cooper-Climax | + 48,3 s          | 11.  | 6      |
| 3.   | 18  | Bruce McLaren     | Cooper-Climax | + 51,9 s          | 9.   | 4      |
| 4.   | 46  | Henry Taylor      | Cooper-Climax | + 1 krug          | 13.  | 3      |
| 5.   | 24  | Jim Clark         | Lotus-Climax  | + 1 krug          | 12.  | 2      |
| 6.   | 22  | Ron Flockhart     | Lotus-Climax  | + 1 krug          | 8.   | 1      |

| Poz. | Br. | Vozač              | Konstruktor   | Vrijeme          | Grid | Bodovi |
| ---- | --- | ------------------ | ------------- | ---------------- | ---- | ------ |
| 1.   | 1   | Jack Brabham       | Cooper-Climax | 2 h 4 min 24,3 s | 1.   | 8      |
| 2.   | 9   | John Surtees       | Lotus-Climax  | + 49,6 s         | 11.  | 6      |
| 3.   | 7   | Innes Ireland      | Lotus-Climax  | + 1 min 29,6 s   | 5.   | 4      |
| 4.   | 2   | Bruce McLaren      | Cooper-Climax | + 1 krug         | 3.   | 3      |
| 5.   | 12  | Tony Brooks        | Cooper-Climax | + 1 krug         | 9.   | 2      |
| 6.   | 11  | Wolfgang von Trips | Ferrari       | + 2 kruga        | 7.   | 1      |

| Poz. | Br. | Vozač              | Konstruktor   | Vrijeme           | Grid | Bodovi |
| ---- | --- | ------------------ | ------------- | ----------------- | ---- | ------ |
| 1.   | 2   | Jack Brabham       | Cooper-Climax | 2 h 19 min 0,03 s | 3.   | 8      |
| 2.   | 4   | Bruce McLaren      | Cooper-Climax | + 57,97 s         | 6.   | 6      |
| 3.   | 14  | Jim Clark          | Lotus-Climax  | + 1 min 53,23 s   | 8.   | 4      |
| 4.   | 28  | Wolfgang von Trips | Ferrari       | + 1 min 58,81 s   | 9.   | 3      |
| 5.   | 6   | Tony Brooks        | Cooper-Climax | + 6 krugova       | 12.  | 2      |
| 6.   | 16  | Innes Ireland      | Lotus-Climax  | + 7 krugova       | 7.   | 1      |

| Poz. | Br. | Vozač              | Konstruktor        | Vrijeme          | Grid | Bodovi |
| ---- | --- | ------------------ | ------------------ | ---------------- | ---- | ------ |
| 1.   | 20  | Phil Hill          | Ferrari            | 2 h 21 min 9,2 s | 1.   | 8      |
| 2.   | 18  | Richie Ginther     | Ferrari            | + 2 min 27,6 s   | 2.   | 6      |
| 3.   | 16  | Willy Mairesse     | Ferrari            | + 1 krug         | 3.   | 4      |
| 4.   | 2   | Giulio Cabianca    | Cooper-Castellotti | + 2 kruga        | 4.   | 3      |
| 5.   | 22  | Wolfgang von Trips | Ferrari            | + 2 kruga        | 6.   | 2      |
| 6.   | 26  | Hans Herrmann      | Porsche            | + 3 kruga        | 10.  | 1      |

| Poz. | Br. | Vozač         | Konstruktor   | Vrijeme           | Grid | Bodovi |
| ---- | --- | ------------- | ------------- | ----------------- | ---- | ------ |
| 1.   | 5   | Stirling Moss | Lotus-Climax  | 2 h 28 min 52,2 s | 1.   | 8      |
| 2.   | 10  | Innes Ireland | Lotus-Climax  | + 38,0 s          | 7.   | 6      |
| 3.   | 3   | Bruce McLaren | Cooper-Climax | + 52,0 s          | 10.  | 4      |
| 4.   | 2   | Jack Brabham  | Cooper-Climax | + 1 krug          | 2.   | 3      |
| 5.   | 15  | Jo Bonnier    | BRM           | + 1 krug          | 4.   | 2      |
| 6.   | 9   | Phil Hill     | Cooper-Climax | + 1 krug          | 13.  | 1      |

## Poredak

### Vozači
| Mjesto | Vozač              | Bodovi |   |   |   |   |   |   |   |   |   |   |
| ------ | ------------------ | ------ | - | - | - | - | - | - | - | - | - | - |
| 1.     | Jack Brabham       | 43     | – | – |   | 8 | 8 | 8 | 8 | 8 |   | 3 |
| 2.     | Bruce McLaren      | 34     | 8 | 6 |   | – | 6 | 4 | 3 | 6 |   | 4 |
| 3.     | Stirling Moss      | 19     | – | 8 |   | 3 |   |   |   | – |   | 8 |
| 4.     | Innes Ireland      | 18     | 1 | – |   | 6 | – | – | 4 | 1 |   | 6 |
| 5.     | Phil Hill          | 16     | – | 4 |   | – | 3 | – | – | – | 8 | 1 |
| 6.     | Olivier Gendebien  | 10     |   |   |   |   | 4 | 6 | – | – |   | – |
| 7.     | Wolfgang von Trips | 10     | 2 | – |   | 2 | – | – | 1 | 3 | 2 | – |
| 8.     | Jim Rathmann       | 8      |   |   | 8 |   |   |   |   |   |   |   |
| 9.     | Richie Ginther     | 8      |   | 1 |   | 1 |   | – |   |   | 6 |   |
| 10.    | Jim Clark          | 8      |   |   |   | – | 2 | 2 | – | 4 |   | – |
| 11.    | Tony Brooks        | 7      |   | 3 |   | – | – | – | 2 | 2 |   | – |
| 12.    | John Surtees       | 6      |   | – |   |   |   |   | 6 | – |   | – |
| 13.    | Cliff Allison      | 6      | 6 |   |   |   |   |   |   |   |   |   |
| 14.    | Rodger Ward        | 6      |   |   | 6 |   |   |   |   |   |   |   |
| 15.    | Graham Hill        | 4      | – | – |   | 4 | – | – | – | – |   | – |
| 16.    | Willy Mairesse     | 4      |   |   |   |   | – | – |   |   | 4 |   |
| 17.    | Paul Goldsmith     | 4      |   |   | 4 |   |   |   |   |   |   |   |
| 18.    | Jo Bonnier         | 4      | – | 2 |   | – | – | – | – | – |   | 2 |
| 19.    | Henry Taylor       | 3      |   |   |   | – |   | 3 | – |   |   | – |
| 20.    | Carlos Menditeguy  | 3      | 3 |   |   |   |   |   |   |   |   |   |
| 21.    | Don Branson        | 3      |   |   | 3 |   |   |   |   |   |   |   |
| 22.    | Giulio Cabianca    | 3      |   |   |   |   |   |   |   |   | 3 |   |
| 23.    | Johnny Thomson     | 2      |   |   | 2 |   |   |   |   |   |   |   |
| 24.    | Lucien Bianchi     | 1      |   |   |   |   | 1 | – | – |   |   |   |
| 25.    | Ron Flockhart      | 1      |   |   |   |   |   | 1 |   |   |   | – |
| 26.    | Eddie Johnson      | 1      |   |   | 1 |   |   |   |   |   |   |   |
| 27.    | Hans Herrmann      | 1      |   |   |   |   |   |   |   |   | 1 |   |
| Mjesto | Vozač              | Bodovi |   |   |   |   |   |   |   |   |   |   |

- Bruce McLaren je osvojio ukupno 37 bodova, ali samo 34 boda osvojenih u šest najboljih utrka su se računala za prvenstvo vozača.

| Boja | Značenje                                                                 |
| ---- | ------------------------------------------------------------------------ |
| 5    | Osvojeni bodovi koji su se računali za prvenstvo vozača / konstruktora   |
| 5    | Osvojeni bodovi koji se nisu računali za prvenstvo vozača / konstruktora |
| –    | Vozač / konstruktor nije osvojio bodove u utrci                          |
|      | Vozač / konstruktor nije nastupao na utrci                               |

### Konstruktori
| Mjesto | Konstruktor        | Bodovi |   |   |  |   |   |   |   |   |   |   |
| ------ | ------------------ | ------ | - | - |  | - | - | - | - | - | - | - |
| 1.     | Cooper-Climax      | 48     | 8 | 6 |  | 8 | 8 | 8 | 8 | 8 | – | 4 |
| 2.     | Lotus-Climax       | 34     | 1 | 8 |  | 6 | 2 | 2 | 6 | 4 |   | 8 |
| 3.     | Ferrari            | 26     | 6 | 4 |  | 2 | 3 | – | 1 | 3 | 8 |   |
| 4.     | BRM                | 8      | – | 2 |  | 4 | – | – | – | – |   | 2 |
| 5.     | Cooper-Maserati    | 3      | 3 | – |  | – |   | – | – | – | – | – |
| 6.     | Cooper-Castellotti | 3      |   |   |  |   |   | – | – |   | 3 | – |
| 7.     | Porsche            | 1      |   |   |  |   |   |   |   |   | 1 |   |
| Mjesto | Konstruktor        | Bodovi |   |   |  |   |   |   |   |   |   |   |

- Cooper-Climax je osvojio ukupno 58 bodova, ali samo 48 bodova osvojenih u šest najboljih utrka su se računala za prvenstvo konstruktora.
- Lotus-Climax je osvojio ukupno 37 bodova, ali samo 34 boda osvojenih u šest najboljih utrka su se računala za prvenstvo konstruktora.
- Ferrari je osvojio ukupno 27 bodova, ali samo 26 bodova osvojenih u šest najboljih utrka su se računala za prvenstvo konstruktora.

## Statistike
| Vozač             | Postolja  | Postolja  | Postolja  | Prvo startno mjesto | Najbrži krug | Krugovi u vodstvu |
| Vozač             | 1. mjesto | 2. mjesto | 3. mjesto | Prvo startno mjesto | Najbrži krug | Krugovi u vodstvu |
| ----------------- | --------- | --------- | --------- | ------------------- | ------------ | ----------------- |
| Jack Brabham      | 5         | -         | -         | 3                   | 3            | 244               |
| Stirling Moss     | 2         | -         | -         | 4                   | 2            | 150               |
| Bruce McLaren     | 1         | 3         | 2         | -                   | 1            | 13                |
| Phil Hill         | 1         | -         | 1         | -                   | 2            | 34                |
| Jim Rathmann      | 1         | -         | -         | -                   | 1            | 100               |
| Innes Ireland     | -         | 2         | 1         | -                   | 1            | 1                 |
| Olivier Gendebien | -         | 1         | 1         | -                   | -            | -                 |
| John Surtees      | -         | 1         | -         | 1                   | 1            | 25                |
| Rodger Ward       | -         | 1         | -         | -                   | -            | 58                |
| Richie Ginther    | -         | 1         | -         | -                   | -            | 24                |
| Cliff Allison     | -         | 1         | -         | -                   | -            | -                 |
| Graham Hill       | -         | -         | 1         | -                   | 1            | 17                |
| Paul Goldsmith    | -         | -         | 1         | -                   | -            | -                 |
| Jim Clark         | -         | -         | 1         | -                   | -            | -                 |
| Willy Mairesse    | -         | -         | 1         | -                   | -            | -                 |
| Eddie Sachs       | -         | -         | -         | 1                   | -            | 21                |
| Jo Bonnier        | -         | -         | -         | -                   | -            | 80                |
| Troy Ruttman      | -         | -         | -         | -                   | -            | 11                |
| Dan Gurney        | -         | -         | -         | -                   | -            | 10                |
| Johnny Thomson    | -         | -         | -         | -                   | -            | 10                |

| Konstruktor          | Postolja  | Postolja  | Postolja  | Prvo startno mjesto | Najbrži krug | Krugovi u vodstvu |
| Konstruktor          | 1. mjesto | 2. mjesto | 3. mjesto | Prvo startno mjesto | Najbrži krug | Krugovi u vodstvu |
| -------------------- | --------- | --------- | --------- | ------------------- | ------------ | ----------------- |
| Cooper-Climax        | 6         | 4         | 3         | 4                   | 5            | 266               |
| Lotus-Climax         | 2         | 3         | 2         | 4                   | 3            | 167               |
| Ferrari              | 1         | 2         | 2         | 1                   | 2            | 58                |
| Watson-Offenhauser   | 1         | 1         | -         | -                   | 1            | 169               |
| BRM                  | -         | -         | 1         | -                   | 1            | 107               |
| Epperly-Offenhauser  | -         | -         | 1         | -                   | -            | -                 |
| Ewing-Offenhauser    | -         | -         | -         | 1                   | -            | 21                |
| Lesowsky-Offenhauser | -         | -         | -         | -                   | -            | 10                |

### Vodeći vozač i konstruktor u prvenstvu
U rubrici bodovi, prikazana je bodovna prednost vodećeg vozača / konstruktora ispred drugoplasiranog, dok je žutom bojom označena utrka na kojoj je vozač / konstruktor osvojio naslov prvaka.
| Utrka               | Vozač         | Bodovi |
| ------------------- | ------------- | ------ |
| VN Argentine        | Bruce McLaren | 2      |
| VN Monaka           | Bruce McLaren | 6      |
| Indianapolis 500    | Bruce McLaren | 6      |
| VN Nizozemske       | Bruce McLaren | 3      |
| VN Belgije          | Bruce McLaren | 4      |
| VN Francuske        | Jack Brabham  | 0      |
| VN Velike Britanije | Jack Brabham  | 5      |
| VN Portugala        | Jack Brabham  | 7      |
| VN Italije          | Jack Brabham  | 7      |
| VN SAD              | Jack Brabham  | 9      |

| Utrka               | Konstruktor   | Bodovi |
| ------------------- | ------------- | ------ |
| VN Argentine        | Cooper-Climax | 2      |
| VN Monaka           | Cooper-Climax | 4      |
| Indianapolis 500    | Cooper-Climax | 4      |
| VN Nizozemske       | Cooper-Climax | 7      |
| VN Belgije          | Cooper-Climax | 13     |
| VN Francuske        | Cooper-Climax | 19     |
| VN Velike Britanije | Cooper-Climax | 21     |
| VN Portugala        | Cooper-Climax | 20     |
| VN Italije          | Cooper-Climax | 20     |
| VN SAD              | Cooper-Climax | 14     |

## Utrke koje se nisu bodovale za prvenstvo
| Datum       | Naziv utrke                   | Staza        | Pobjednik vozač | Pobjednik konstruktor |
| ----------- | ----------------------------- | ------------ | --------------- | --------------------- |
| 18. travnja | VIII Glover Trophy            | Goodwood     | Innes Ireland   | Lotus-Climax          |
| 14. svibnja | XII BRDC International Trophy | Silverstone  | Innes Ireland   | Lotus-Climax          |
| 1. kolovoza | V Silver City Trophy          | Brands Hatch | Jack Brabham    | Cooper-Climax         |
| 17. rujna   | I Lombank Trophy              | Snetterton   | Innes Ireland   | Lotus-Climax          |
| 24. rujna   | VII International Gold Cup    | Oulton Park  | Stirling Moss   | Lotus-Climax          |

## Vanjske poveznice
- Službena stranica Formule 1
- Formula 1 1960. - StatsF1